# Aéroport international de Naypyidaw
L'aéroport international de Naypyidaw (code IATA : NYT • code OACI : VYNT), est un aéroport situé à Naypyidaw, en Birmanie.

## Situation
| Bhamo Îles Coco Dawei Hanthawaddy Heho Homalin Hpa-An Kalaymyo Kawthaung Kengtung Khamti Ann Kyaukpyu Kyauktu Lashio Loikaw Magway Mandalay Mawlamyaing Monghsat Monywa Myeik Myitkyina Naypyidaw Bagan · Nyaung U Pakokku Pathein Pauk Putao Sittwe Tachilek Thandwe Rangoun |

## Compagnies et destinations
| Compagnies                | Destinations                                     |
| ------------------------- | ------------------------------------------------ |
| Air KBZ                   | Rangoun (Yangon)                                 |
| Bangkok Airways           | Bangkok-Suvarnabhumi                             |
| China Eastern Airlines    | Pékin-Capitale, Kunming-Changshui                |
| Donghai Airlines          | Shenzhen-Bao'an                                  |
| Myanmar National Airlines | Bagan/Nyaung-U, Heho, Mandalay, Rangoun (Yangon) |
| Qingdao Airlines          | Nanning, Xi'an-Xianyang                          |

Édité le 17/05/2020